# Mariä Heimsuchung (Ried)

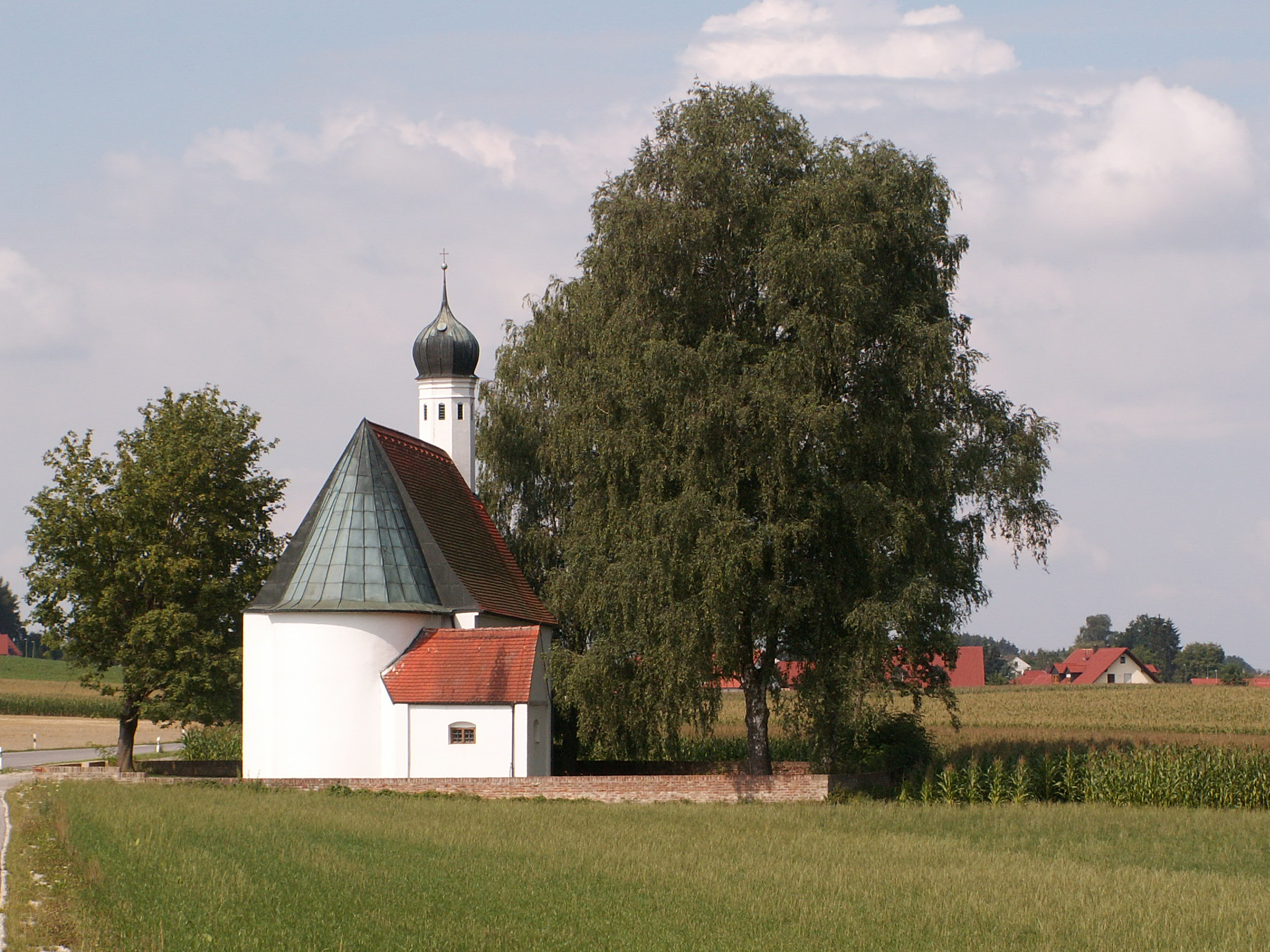
Maria Zell bei Ried

Die katholische Wallfahrtskirche Mariä Heimsuchung, auch Mariazell, ist ein Baudenkmal bei Ried im schwäbischen Landkreis Aichach-Friedberg.

## Geschichte
Laut einer Sage geht der Bau der Kapelle auf Renata von Lothringen, die Ehefrau Herzog Wilhelms V. zurück. Während eines Aufenthalts im Friedberger Schloss soll sich die Herzogin in den damals noch ausgedehnteren Wäldern verlaufen haben. Sie legte ein Gelübde ab, eine Kapelle zu errichten, wenn sie wohlbehalten gefunden würde. Maria Hilf wurde dann an dieser Stelle errichtet. Angeblich wurde auch das Gnadenbild von der Herzogin selbst gemalt.
Der Herzog und seine Gemahlin stifteten 1598 eine ewige Messe und ein Benefizium für die Kapelle. Sie überstand den Schwedenkrieg unbeschadet, was als Wunder gedeutet wurde und den Zulauf deutlich steigerte. Das Gebäude wurde daher 1683 abgetragen und in der heutigen (erweiterten) Form wiederaufgebaut. Das Gotteshaus sollte während der Säkularisation 1809 abgerissen werden. Dies konnte von den Gemeinden Ried und Zillenberg verhindert werden, indem sie es für 350 Gulden erwarben.

## Baubeschreibung
Bei Mariä Heimsuchung handelt es sich um einen kreuzgratgewölbten Saalbau mit eingezogener Halbkreisapsis. Westlich ist ein Dachreiter mit Zwiebelhaube angebracht.